# 가덕대교
가덕대교(加德大橋)는 도시고속도로인 부산광역시도 제17호선 거가대로의 일부로 부산광역시 강서구 송정동 녹산산단과 가덕도 눌차동 눌차항을 연결하는 다리이다. 부산광역시도 제17호선의 일부이며 부산해안순환도로의 일부, 국가지원지방도 제58호선 거가대로의 일부이며 거가대교 가덕해저터널과 바로 접속된다.

## 연혁
교량의 총길이는 1,120m, 총 사업비는 1,352억원이다.
해상 본선구간은 780m 이고, 최대 경간장은 80m, 11경간, 폭은 21~35m이며 해상 복층교량이다.

## 특징
부산신항만과 부산광역시 녹산산단과 가덕도를 잇고, 거가대교를 통해 거제도, 저도로 이어지는 부산광역시도 17번 거가로의 시점으로 부산신항만과 서부경남권과 연결할 뿐 아니라, 향후 가덕도 신공항이 설치되면 부산 및 경남으로 연결되는 주요 통행로 역할을 하게 된다.
거제도에서 부산 울산 대구 시외버스들이 온다